# ザ・スクープ
『ザ・スクープ』（英称:THE SCOOP）は、テレビ朝日を制作局としてANN系列各局で放送されていた報道ドキュメンタリー番組である。
1989年から2002年9月まではレギュラー放送されていたが、2002年10月以降は単発スペシャル番組に格下げされ、それも2018年8月を最後に放送されていない。

## 歴史
1989年10月7日、土曜日の『ANNニュース&スポーツ』を発展拡大させた大型報道番組として鳥越俊太郎・畑恵をメインキャスターに『鳥越&畑 ザ・スクープ』（とりごえ・アンド・はた ザ・スクープ）という鳥越と畑による冠番組のタイトルで放送が開始される。当初の放送時間は毎週土曜日の18時からの55分間であった。この頃は特集だけでなく、土曜日夕方のストレートニュースや地域によってはローカルニュースも伝えていた。
1990年10月、『ザ・スクープ』とタイトル変更。女性メインキャスターが田丸美寿々（出演開始当時は「美里美寿々」名義、離婚に伴い現名義に変更）に交代する。同時にストレートニュース部分を『530ステーション』として分離、特集に特化した番組となり、このスタイルが5年半続く（1993年4月に進行が三崎由紀に交替）。なお新設の『530ステーション』には本番組から畑がスライドした。
1995年10月からは鳥越俊太郎が日曜日の『サンデージャングル』にコメンテーターとして出演し始める。
1996年4月、女性メインキャスターが佐藤紀子（当時同局アナウンサー）に交代。番組名にサブタイトルが付けられ『検証ドキュメンタリー ザ・スクープ』（けんしょうドキュメンタリー ザ・スクープ）に変更される。
1997年10月、土曜深夜帯に移動（23:30 - 翌0:40）。放送時間が今までの55分間から70分間へと拡大される。同時に、女性メインキャスターが麻木久仁子に交代し、『サンデージャングル』も兼任する。1997年9月まで放送されていた『サタデージャングル』の終了に伴って、土曜日のニュースやスポーツを伝えるコーナーを新たに設置。ニュースは岡田洋子（当時同局アナウンサー）が、スポーツは飯村真一（～1998年3月）→田畑祐一（1998年4月～1999年9月）→不明（1999年10月～2000年3月）が担当。
2000年4月、夕方の1時間番組に戻る（17:30 - 18:23）。土曜日の『ANNスーパーJチャンネル』を1コーナー扱いとして含め、そのキャスターとして岡田が続投する。スポーツは小松靖が担当。また、麻木が裏番組の『TVおじゃマンボウ』（日本テレビ）の司会を務めていたため、女性メインキャスターが長野智子に交代する。
2000年10月、日曜日19時台（18:56 - 19:56）に移動しタイトルを『スクープ21』（スクープにじゅういち）に変更。寺崎貴司が新たに進行に加わり、また乙武洋匡の取材による新コーナー「乙武スポーツ」が始まり不定期で出演することになる。テーマ曲を松谷卓『Inscrutable Battle』に変更。
2001年10月、土曜午前帯（10:50 - 11:45）に移動。再びタイトルを『ザ・スクープ』に戻し、テーマ曲も以前の曲に戻す。ローカル番組扱いとなったため、ネット局が減少する（同時ネット局は北陸朝日放送・瀬戸内海放送・山口朝日放送のみ。ただし、高校野球県大会中継時は休止）。
2002年2月、保土ヶ谷事件（交通事故で重傷を負ったと見られる運転中の男性が、通報で駆けつけた警察官にまで車両ごと放置され死亡した事件。事故の詳細については全く捜査がされておらず、行なわれていない司法解剖までした扱いになっていた）追及の特集をはじめる。
2002年夏、同年9月限りでの番組終了の方針が明らかになる。これに対し打ち切りに反対する弁護士・大学教授・ジャーナリストらによって「『ザ・スクープ』存続を求める会」が立ち上げられ、さらに8月24日には同会の主催で「テレビ番組は誰のものか？―テレビ朝日『ザ・スクープ』打ち切りを問う―」と題した緊急シンポジウムが開催される事態にまで発展したが、翌月の9月28日をもってレギュラー放送は終了。なお、司会の鳥越は同年10月より平日朝のワイドショー『スーパーモーニング』にコメンテーターとして番組終了まで出演し続けた。
2002年10月以降は『サンデープレゼント』枠（14:00 - 15:25。2014年より13:55 - 15:20）で1年に5回の単発番組『ザ・スクープSPECIAL』（ザ・スクープ スペシャル）として全国ネット放送されるようになった。これ以降扱うテーマは警察の不祥事などに特化されシリアス要素がより強くなったが、これらの題材は2013年の放送機会削減以降は扱われていない。その後、長野は2012年1月放送分までアシスタントを務め、同年5月放送分から2015年8月放送分までは村上祐子が担当した（2015年7月に報道局政治部記者へ異動したため、2015年8月分が最後の担当となった）。
単発企画に移行後は「年に5回放送をめど」としていたが、実際には4回、2011年・2012年は3回にとどまり、2013年から2018年までは8月中の年1回放送（概ね第2日曜日）のみとなっていた。8月のみの放送となってからは、第二次世界大戦ならびにそれに関連した事象を扱った内容に特化され、事実上の終戦特別番組となっていた。
鳥越が2016年東京都知事選挙に出馬（結果として落選）した影響もあり、2016年8月分は鳥越が出演せず（事実上、村上ともども2015年8月分を以って降板）、山口豊が単独で進行ならびにロケ先からの取材リポートを兼務する形態となった。以降の放送でも鳥越は復帰せず、2016年8月分同様のフォーマットで放送されていたが、2019年以降は制作されておらず、2018年8月12日に放送された回が事実上の最終回となり、29年間の歴史に幕を閉じた。

## 歴代放送時間・出演者
| 期間 | 期間      | 放送時間                      | メインキャスター    | メインキャスター | ニュース         | スポーツ         |
| 期間 | 期間      | 放送時間                      | 男性                | 女性             | ニュース         | スポーツ         |
| --- | --------- | ----------------------------- | ------------------- | ---------------- | ---------------- | ---------------- |
| 1989.10.7 | 1990.9    | 土曜日 18:00 - 18:55（55分）  | 鳥越俊太郎          | 畑恵1            | （メインが兼務） | （メインが兼務） |
| 1990.10 | 1993.3    | 土曜日 18:00 - 18:55（55分）  | 鳥越俊太郎          | 美里美寿々2      | （なし）         | （なし）         |
| 1993.4 | 1995.9    | 土曜日 18:00 - 18:55（55分）  | 鳥越俊太郎          | 三崎由紀         | （なし）         | （なし）         |
| 1995.10 | 1997.9.27 | 土曜日 18:00 - 18:55（55分）  | 鳥越俊太郎          | 佐藤紀子         | （なし）         | （なし）         |
| 1997.10.4 | 1998.3    | 土曜日 23:30 - 翌0:40（70分） | 鳥越俊太郎          | 麻木久仁子3      | 岡田洋子5        | 飯村真一4        |
| 1998.4 | 1999.9    | 土曜日 23:30 - 翌0:40（70分） | 鳥越俊太郎          | 麻木久仁子3      | 岡田洋子5        | 田畑祐一         |
| 1999.10 | 2000.3.25 | 土曜日 23:30 - 翌0:40（70分） | 鳥越俊太郎          | 麻木久仁子3      | 岡田洋子5        | （不明）         |
| 2000.4.1 | 2000.9.30 | 土曜日 17:30 - 18:23（53分）  | 鳥越俊太郎          | 長野智子         | 岡田洋子5        | 小松靖5          |
| 2000.10 | 2001.9    | 日曜日 18:56 - 19:56（62分）  | 鳥越俊太郎 寺崎貴司 | 長野智子         | （なし）         | 乙武洋匡6        |
| 2001.10 | 2002.9.28 | 土曜日 10:50 - 11:45（55分）  | 鳥越俊太郎 寺崎貴司 | 長野智子         | （なし）         | （なし）         |
| 2002.10 | 2012.1.15 | 日曜日 14:00 - 15:25（85分）7 | 鳥越俊太郎          | 長野智子         | （なし）         | （なし）         |
| 2012.5.20 | 2013.8.11 | 日曜日 14:00 - 15:25（85分）7 | 鳥越俊太郎          | 村上祐子         | （なし）         | （なし）         |
| 2014.8.10 | 2015.8.9  | 日曜日 13:55 - 15:20（85分）7 | 鳥越俊太郎          | 村上祐子         | （なし）         | （なし）         |
| 2016.8.14 | 2018.8.12 | 日曜日 13:55 - 15:20（85分）7 | 山口豊8             | （なし）         | （なし）         | （なし）         |
| - 鳥越は、番組内では総合司会（アンカーマン）として出演。 - 1 『530ステーション』も続投。『サンデープロジェクト』を兼務 - 2 1991年3月まで『ナイトライン』を兼務。 - 3 『サタデージャングル』から続投。『サンデージャングル』を兼務。 - 4 『サタデージャングル』から続投。『やじうまサタデー』を兼務。 - 5 土曜最終の『ANNニュース』を兼務（岡田は2000年4月から）。 - 6 コーナー担当として不定期出演。 - 7 不定期で放送。2013年以降は8月第2日曜日（2017年に限り8月第1日曜日）に年1回放送。 - 8 ナビゲーターとして出演。 |           |                               |                     |                  |                  |                  |

## ネット局
| 放送対象地域  | 放送局           | 系列                          | 備考                                            |
| ------------- | ---------------- | ----------------------------- | ----------------------------------------------- |
| 関東広域圏    | テレビ朝日       | テレビ朝日系列                | 制作局                                          |
| 北海道        | 北海道テレビ     | テレビ朝日系列                |                                                 |
| 青森県        | 青森朝日放送     | テレビ朝日系列                | 1991年10月開局から                              |
| 岩手県        | 岩手朝日テレビ   | テレビ朝日系列                | 1996年10月開局から                              |
| 宮城県        | 東日本放送       | テレビ朝日系列                |                                                 |
| 秋田県        | 秋田朝日放送     | テレビ朝日系列                | 1992年10月開局から                              |
| 山形県        | 山形テレビ       | テレビ朝日系列                | 1993年4月のテレビ朝日系列へのネットチェンジから |
| 福島県        | 福島放送         | テレビ朝日系列                |                                                 |
| 新潟県        | 新潟テレビ21     | テレビ朝日系列                |                                                 |
| 長野県        | テレビ信州       | 日本テレビ系列 テレビ朝日系列 | 1991年3月まで                                   |
| 長野県        | 長野朝日放送     | テレビ朝日系列                | 1991年4月開局から                               |
| 石川県        | 北陸朝日放送     | テレビ朝日系列                | 1991年10月開局から                              |
| 静岡県        | 静岡朝日テレビ   | テレビ朝日系列                | [ 注釈 3 ]                                      |
| 中京広域圏    | メ〜テレ         | テレビ朝日系列                |                                                 |
| 近畿広域圏    | 朝日放送テレビ   | テレビ朝日系列                | [ 注釈 4 ] [ 注釈 5 ]                           |
| 広島県        | 広島ホームテレビ | テレビ朝日系列                |                                                 |
| 山口県        | 山口朝日放送     | テレビ朝日系列                | 1993年10月開局から                              |
| 香川県 岡山県 | 瀬戸内海放送     | テレビ朝日系列                |                                                 |
| 愛媛県        | 愛媛朝日テレビ   | テレビ朝日系列                | 1995年4月開局から                               |
| 福岡県        | 九州朝日放送     | テレビ朝日系列                |                                                 |
| 長崎県        | 長崎文化放送     | テレビ朝日系列                | 1990年4月開局から                               |
| 熊本県        | 熊本朝日放送     | テレビ朝日系列                | [ 注釈 6 ]                                      |
| 大分県        | 大分朝日放送     | テレビ朝日系列                | 1993年10月開局から                              |
| 鹿児島県      | 鹿児島放送       | テレビ朝日系列                |                                                 |
| 沖縄県        | 琉球朝日放送     | テレビ朝日系列                | 1995年10月開局から                              |

## エピソード
1993年9月11日、外部のプロダクションに取材を委託し「死刑囚の臓器が売買されている!? 中国の処刑場に潜入追跡」を放映。ところが後になって、「死刑囚の臓器摘出に立ち合った」と証言した武装警官は取材班の通訳が演技したものと判明した。テレビ朝日側は中国側に陳謝し、翌1994年4月に検証番組を放映した。1994年9月2日付でテレビ朝日に対し虚偽報道であるとして郵政大臣名で厳重注意の行政指導が為された。
桶川ストーカー殺人事件の報道では写真週刊誌『FOCUS』が警察に先駆けて真犯人を発見し追及した記事に目を付け、その後、事件への番組作りを始め出し、番組の取材により警察の虚偽と怠慢を見抜き、“調査報道の最たる物”と高い評価を得た。また日本記者クラブ賞を受賞。
足利事件で当時のDNA型鑑定の精度に疑問が呈されたことから、飯塚事件についても同様の疑問を呈している（2009年8月9日放送分「“第二の足利事件”は国家権力による殺人か!?」）。
2017年8月6日の放送は、放送前の段階で『ビキニ事件63年目の真実～フクシマの未来予想図～』の副題が付けられていたが一部から批判が寄せられたため『～フクシマの未来予想図～』の部分が削除された。

## 番組テーマ曲
| 期間                    | 期間                   | テーマ曲名                                                                                                 | 備考 |
| ----------------------- | ---------------------- | --- | --- |
| 1989年10月7日2001年10月 | 2000年9月2018年8月12日 | アンダーソン・ブルーフォード・ウェイクマン・ハウ（Anderson,Bruford,Wakeman,Howe）『Order Of The Universe』 | 2016年8月放送分時点では、テーマ曲は番組予告で使用されたくらいで本編内では使用されていない。                                                                         |
| 2000年10月              | 2001年9月              | 松谷卓『Inscrutable Battle』                                                                               | スクープ21終了後、2002年4月から開始された同局系（朝日放送制作）の『大改造!!劇的ビフォーアフター』のテーマ曲として使用され松谷の名前が広く知られるきっかけになった。 |

## スタッフ
- ナレーター：斉藤茂一 ほか
- 制作協力：ANN 各局
- 制作著作：テレビ朝日